# René Hérault
René Hérault de Vaucresson, signore di Fontaine-l'Abbé e di Vaucresson (Rouen, 23 aprile 1691 – Parigi, 2 agosto 1740), è stato un politico, magistrato e nobile francese.

## Biografia

### I primi anni
Nato a Rouen, René era figlio di un esattore delle tasse, Louis Hérault (1645-1724), e di sua moglie Jeanne Charlotte Guillard de la Vacherie.
René Hérault iniziò la sua carriera nel 1712, all'età di 21 anni, come avvocato del re presso lo Châtelet di Parigi, la corte civile e criminale della capitale. Il 3 febbraio 1718 divenne procuratore generale del Grand Conseil, l'alta corte di giustizia. Divenne anche maître des requêtes ed il 23 marzo 1722 venne nominato intendente delle généralité di Tours. Mostrò notevoli abilità amministrative durante la carestia nelle aree di sua competenza, ed il 28 agosto 1725 venne nominato lieutenant général de police di Parigi, succedendo a Nicolas Ravot d'Ombreval, il quale a sua volta gli successe come indentendente della généralité di Tours.

### Lieutenant général de la police di Parigi
Come luogotenente generale della polizia, René Hérault iniziò subito con delle nuove disposizioni come ad esempio l'uso di bagnare le strade con acqua durante il periodo estivo per prevenire incendi. 
Nel 1728 ordinò che agli angoli delle strade fosse posto un cartello col nome della via. Il decreto venne generalizzato il 30 luglio 1729 e venne stabilito che tali tavole di pietra incise fossero inglobate nelle facciate delle case d'angolo. Tentò inoltre di introdurre un sistema di numerazione per case ed edifici, ma in questo trovò l'opposizione dell'aristocrazia parigina che si rifiutò di vedere i propri palazzi "sfigurati" dall'apposizione di un numero sulla facciata. 
Fu particolarmente duro verso i gianseniti, e per questo motivo venne attaccato violentemente dal Nouvelles ecclésiastiques, un giornale prodotto illegalmente che lui non riuscì mai a far chiudere nonostante gli sforzi. Pose fine ai tumulti causati dai convulsionari del cimitero della chiesa di Saint-Médard (un gruppo di gianseniti che credevano che nel cimitero di quella chiesa si verificassero miracoli) nel 1732. 
Combatté anche la massoneria che era da poco stata introdotta in Francia dall'Inghilterra. Inviò un ordine secondo il quale osti e ristoratori non avrebbero dovuto accogliere logge massoniche o loro riunioni pena la chiusura per sei mesi e una multa di 3000 livres. Per screditare la massoneria, ottenne una copia del rituale massonico segreto da una prostituta d'alto borgo, della quale era  cliente un importante massone, e lo pubblicò nel 1737, scatenando l'ilarità del pubblico nei confronti di ridicoli rituali segreti e causando un notevole imbarazzo ai vertici della massoneria francese. René Hérault instaurò inoltre per primo una grande rete di spie e informatori a Parigi e nelle province francesi.

### Gli ultimi anni
Il 30 dicembre 1739, René Hérault lasciò il suo incarico come luogotenente generale di polizia e venne rimpiazzato da suo genero Claude-Henri Feydeau de Marville; venne nominato intendente delle généralité di Parigi e consigliere di stato. Morì il 2 agosto 1740 a Parigi, all'età di 49 anni.

## Matrimonio e figli
Nel 1719, René Hérault sposò Marguerite Durey de Vieuxcourt (1700-1729). Nel 1732 si risposò con Hélène Moreau de Séchelles (1715-1798), figlia di Jean Moreau de Séchelles (1690-1760), intendente delle généralité di Valenciennes, il quale poi divenne controllore generale delle finanze e diede il proprio nome al noto arcipelago delle Seychelles.
René Hérault fu nonno del politico rivoluzionario Marie-Jean Hérault de Séchelles, figlio del colonnello Jean-Baptiste Martin Hérault de Séchelles (1737-1759), a sua volta figlio di René e della sua seconda moglie, Hélène Moreau de Séchelles. Secondo diversi autori, ad ogni modo, René Hérault non fu il nonno biologico di Marie-Jean Hérault de Séchelles. Il vero nonno biologico sarebbe stato Louis Georges Érasme de Contades (1704-1793), maresciallo di Francia, il quale avrebbe avuto una relazione con Hélène Moreau de Séchelles mentre questa era già sposata con René Hérault.
René Hérault fu anche nonno della famosa duchessa di Polignac, amica e confidente della regina Maria Antonietta. La duchessa di Polignac era figlia di Jeanne Charlotte Hérault (1726-1753 or 1756), figlia di René Hérault e della sua prima moglie.
Infine, l'altra figlia di René Hérault e della sua prima moglie, Louise Adélaïde Hérault (1722-1754), sposò nel 1738 Claude-Henri Feydeau de Marville, che succedette a René Hérault come luogotenente generale della polizia di Parigi nel 1739.